# 最近
| ウィキペディアには「最近」という見出しの百科事典記事はありません（タイトルに「最近」を含むページの一覧/「最近」で始まるページの一覧）。 代わりにウィクショナリーのページ「最近」が役に立つかもしれません。 |